# Charles Piroye
Charles Piroye /ʃaʀl piˈʀwa/ (circa 1665 – Lilla, 3 marzo 1724) è stato un organista, clavicembalista e compositore francese.

## Biografia
Poco si sa della sua vita e anche la data di nascita è incerta.
La prefazione delle sue Pièces choisies… lo presenta come allievo di Jean-Baptiste Lully e di Michel Lambert, ma le sue composizioni pervenuteci non mostrano lo stile di questi due compositori, piuttosto invece quello di Marc-Antoine Charpentier.
Sua moglie si chiamava Élisabeth Amauri e gli è sopravvissuta (vedova Piroye).
Occupò il posto di organista nella chiesa dei Giacobini a Parigi dal 1690 al 1712 e a Saint-Honoré dal 1708 al 1712.  Il 22 febbraio vienne dimesso dai suoi incarichi per ragioni sconosciute e venne sostituito da Pierre-Claude Foucquet, allora appena diciottenne. Nel 1695 iniziò a pubblicare la sua musica e, sempre nello stesso anno, un registro delle tasse lo qualifica "organista di seconda categoria" (nella prima categoria compaiono, fra gli altri, i nomi di François Couperin e Louis Marchand).
In seguito si dedica alla composizione e all'insegnamento e sembra essere stato apprezzato come organista e clavicembalista «... il suo modo sapiente e delicato di suonare l'organo e il clavicembalo gli procurano ogni giorno nuovi applausi» (prefazione delle Pièces choisies… del 1712).
Secondo quella stessa prefazione delle Pièces choisies… altri libri avrebbero dovuto seguire il primo, ma non sono stati pubblicati oppure mai ritrovati. « Questo primo volume sarà seguito da alcuni altri che saranno pubblicati ogni tre mesi. Vi saranno contenuti pezzi approvati e nuovi, adatti a ogni tipo di strumento. Ce n'è per l'organo, per il clavicembalo, per la tiorba, per il violino, per l'oboe, per il flauto e per tutti i vari strumenti musicali ».
Terminò la carriera a Lilla, come organista titolare dell'organo della chiesa di Santa Caterina.
Nel suo Parnasse François, pubblicato nel 1732, Évrard Titon du Tillet menziona Piroye come uno dei migliori organisti morti di recente.
I pezzi organistici di Piroye contenuti nelle Pièces choisies (Parigi, 1712) vanno ben oltre gli usuali confini della scuola organistica francese. La maggior parte di questi pezzi non sono fughe, elaborazioni di inni, trii, ecc., ma dialogues fra vari corpi d'organo. Hanno tutti titoli descrittivi: La Béatitude, La Paix, L'Allégresse, L'Immortelle, La Brillante, La Royal. Anche le altre opere di Piroye mostrano uno stile distinto e individuale.

## Opere
- Messa notata in gregoriano, manoscritto.
- 3 Livres d’airs sérieux et à boire, Parigi, Ballard (1695–7).
- 9 arie nei Recueils d’airs sérieux et à boire de différents auteurs, Parigi, Ballard (1695–1724).
- Jephté, tragédie en musique (1703), manoscritto.
- Cantique pour le temps de Noël, voce e basso continuo, Parigi, Ballard (1703).
- Pièces choisies de la composition de Mr Piroye, professeur de musique & organiste à Paris, tant pour l’orgue et le clavecin, que pour toutes sortes d’instruments de musique. Il primo libro (Parigi, 1712) contiene 5 pezzi per organo: La Paix – L’Allégresse – La Béatitude – L’Immortelle – La Brillante.
- Le retour d’Eurydice aux Enfers, suite de la cantate d’Orphée (Clérambault), Parigi, Ballard, (1717).
- La Royale, pezzo per organo, copia manoscritta di Delmotte in Un Livre d'orgue d’Entrevaux (Alpes-Maritime, 1984).